# “瘤子”约翰逊
埃尔斯沃斯·雷蒙德·约翰逊（英語：Ellsworth Raymond Johnson，1905年10月31日—1968年7月7日），绰号瘤子·約翰遜（Bumpy Johnson），是纽约哈林区的非裔美国人帮派首脑，也兼营赌博业。他曾经是盧西安諾犯罪家族在哈林区的主要代理人。

## 早年生活
约翰逊1905年10月31日出生在南卡罗来纳州的查尔斯顿。其绰号“瘤子”来源于他后脑上的一个瘤。 在他十岁时，他的哥哥威利被指控杀死了一个白人男子。因为害怕白人至上者的私刑报复他的父母以家里的小房子为抵押贷款将威利送至哈林区的亲戚处避风头。 随着小埃尔斯沃斯逐渐长大，他的暴脾气和对白人的轻蔑也逐渐体现出来，这让他的父母很是担心，于是在1919年他也被送往哈林投奔其姐姐梅布尔。

## 犯罪生涯
约翰逊曾经帮助哈林区女大佬史蒂芬妮·圣克莱尔打点其赌博生意。
约翰逊的遗孀梅米出版的传记《哈林区教父》一书中写道，约翰逊是在认识纳特·佩蒂格鲁之后开始走上犯罪道路的。两个人曾一同卖报纸，洗刷地板，玩花旗骰，打桌球。十八九岁时约翰逊开始向当地商店收取保护费，并在此时认识了布勃·休利特。 等到而立之年时，约翰逊已经几次出入监狱了，总计服刑十年以上。1932年约翰逊再次出狱，得知黑道名人达彻·舒尔茨开始涉足哈林区的博彩业，此前后者一直主营贩私酒，号称“布朗克斯的啤酒男爵”。舒尔茨威胁哈林区当地的赌摊：要么走人，要么见血。结果三年后的1935年舒尔茨就被“幸运”卢西亚诺和全国犯罪集团组织除掉了。
之后卢西亚诺接手了舒尔茨在哈林区的大部分博彩生意，同时跟地头蛇约翰逊达成交易：之前没有屈服于舒尔茨的黑人赌摊可以继续保持独立，前提是他们的资金要汇总到黑手党的赌博资金池中，并且支付保护费。 这一举措使得约翰逊成了很多哈林居民心目中的英雄，因为此前从未有一个黑人能够让意大利黑手党让步。
约翰逊很快炙手可热，与哈林区的名人熟络起来，包括：踢踏舞明星比尔·罗宾逊，影星埃塞尔·沃特斯，爵士歌手凯伯·凯洛威，三栖明星莲纳·荷恩，爵士歌手比莉·霍利戴以及拳王舒格·雷·罗宾逊。与此同时他成为了哈林区地下世界的王者，没有他的首肯，没有人胆敢在他的地盘上犯罪。
1948年约翰逊在哈林区七大道的弗雷泽餐厅结识了三十四岁的梅米·海切尔，两人六个月后结婚。
1952年夏天，主要面向黑人读者的《喷气式》杂志在名人版块刊载了有关约翰逊事迹的文章。 同年他在纽约因贩卖海洛因而被起诉，被判处十五年监禁。约翰逊对此一直声称自己是被陷害的，也有许多人相信他的这一说法。两年后，《喷气式》杂志又在犯罪版块爆料，约翰逊的上诉败诉开始服刑。 他绝大多数刑期都在阿尔卡特拉斯岛度过，狱中编号1117  。有说法认为他曾经在旧金山湾部署汽艇以接应越狱的三个狱友。 1963年约翰逊出狱回到哈林，当地人因此自发游行以示迎接。
约翰逊在其一生中一共被捕40余次，其三次入狱均是因为涉毒罪名。1965年12月他因组织静坐示威围攻一处警局以抗议其对他的监视而被指控“滞留警察局”，但被法官宣告无罪。

## 去世
1968年7月7日约翰逊因心脏衰竭去世，彼时他仍被联邦以涉毒罪名起诉。当天凌晨他在哈林区的威尔斯餐厅用餐，女侍刚给他端上咖啡，鸡腿和玉米碴粥就看到约翰逊按紧胸口跪倒在地。 他的一个从小长大的朋友芬利·霍斯金斯当时跟他在一起，有人又从一家节奏俱乐部里叫来了他的另一个发小朱尼·伯德。伯德抱起约翰逊时，后者睁开眼睛，微笑了一下就陷入了昏迷。约翰逊随即被救护车送往哈林区医院，但终究抢救无效。他被埋葬在布朗克斯区的伍德劳恩公墓。

## 流行文化

### 电影
- 在1971年的电影《黑街神探》中，摩西·冈恩扮演的“瘤子乔纳斯”是以约翰逊为原型的角色
- 在1972年的电影《Come Back, Charleston Blue》中，同名主人公，一个被人们敬仰的犯罪者，也借鉴了约翰逊的事迹。
- 在1979年的电影《Escape from Alcatraz》中， 保罗·本杰明饰演的“英国人”借鉴了约翰逊
- 在1984年的电影《棉花俱乐部》中， 劳伦斯·菲什伯恩扮演的“瘤子罗德”影射了约翰逊。
- 比尔·杜克执导的1997年的电影《血染哈林》以约翰逊和舒尔茨之间的斗争为主题。劳伦斯·菲什伯恩再次扮演约翰逊，蒂姆·罗斯扮演舒尔茨，安迪·加西亞扮演卢西亚诺。
- 2007年的电影《美国黑帮》中克拉伦斯·威廉姆斯三世出演了约翰逊，剧中他是丹泽尔·华盛顿扮演的弗兰克·卢卡斯的导师。[9] 但他未列入演职员名单。 威廉姆斯之前也出演了《血染哈林》，饰演约翰逊的对手。另外在电影中约翰逊是白天在一家大商店中去世的，与事实不一致。

### 电视节目
- 《未解之谜》的一集讲述了约翰逊帮助狱友越狱的故事。
- HBO频道的《火线重案组》第三季第二集中，三个低级别帮派分子提到约翰逊曾经单枪匹马袭击了一家警局。
- 《哈林教父》，由佛瑞斯·惠特克飾演约翰逊。

### 音乐
- 卢普·菲亚斯科的歌曲《Failure》中提到了约翰逊
- 麦克·戴的歌曲《Genie of the Lamp》中提到了约翰逊
- 说唱歌手神童在2011年出狱后的第一张专辑名为《埃尔斯沃斯·瘤子·约翰逊EP》
- 纳斯和达米安·马利合作的专辑《Distant Relatives》中的歌曲《Leaders》也提到了约翰逊。

### 其他
- 漫威漫畫中，制裁者的父亲是被约翰逊雇佣的杀手杀害的。